# Мареевка
Мареевка — деревня в Дубровском районе Брянской области, в составе Пеклинского сельского поселения. Расположена в 25 км к югу от Дубровки, 6 км к югу от деревни Пеклино. Деревня электрифицирована, газофицирована, имеется центральный водопровод. Население — проживает 214 человек (2024).
Возникла в начале XX века; до 1924 входила в Салынскую волость Брянского (с 1921 — Бежицкого) уезда, позднее в Дубровской волости, Дубровском районе (с 1929). В XX веке — центральная усадьба колхоза «Слава» "Армия Ворошилова". До 2005 года являлась административным центром Мареевского сельсовета.В деревне проводил свои детские года  российский пловец. Чемпион Европы 2021 года, чемпион Европы на короткой воде, серебряный призер чемпионата мира 2021 на короткой воде, двукратный чемпион России (2020, 2021) на дистанции 400 метров комплексным плаванием. Многократный рекордсмен России, рекордсмен мира среди юниоров. Мастер спорта России международного класса (2020) Бородин Илья Александрович. Колхоз "Слава" развалился в 2003 году.Школа была закрыта и заброшенная в 2011 году.
Имеется отделение связи, "Почта России" ФАП, 1 магазин, СДК, электрическая подстанция,в 3 километрах от деревни находится ферма на 5 тысяч голов КРС Мираторг "Мареевка", захоронение бойцов красной армии и партизан, обилиск с фамилиями воинов красной армии и партизан павших в борьбе за Родину с немецко-фашистскими захватчиками в 1941-1945 г.
| Годы      | 1926 | 1979 | 1989 | 2002 | 2010 | 2024 |
| --------- | ---- | ---- | ---- | ---- | ---- | ---- |
| Население | 318  | 202  | 348  | 338  | 284  | 214  |